# Động đất sóng thần
Một trận động đất sóng thần gây ra một cơn sóng thần có độ lớn lớn hơn nhiều so với đọ lớn của trận động đất được đo bằng sóng địa chấn có chu kỳ ngắn. Thuật ngữ đã được giới thiệu bởi Hiroo Kanamori năm 1972. Những sự kiện như vậy là kết quả của vận tốc đứt gãy tương đối chậm. Chúng đặc biệt nguy hiểm vì một cơn sóng thần có đánh vào một bờ biển lân cận mà không có cảnh báo.

## Đặc điểm
Đặc điểm giúp năng phân biệt một trận động đất sóng thần là sự giải phóng năng lượng địa chấn xảy ra trong một chu kỳ dài (tần số thấp) so với các động đất điển hình mà cũng tạo ra sóng thần được. Động đất thuộc loại này thường không cho thấy đỉnh của sóng địa chấn liên quan đến các sự kiện bình thường. Một trận động đất sóng thần có thể được định nghĩa là một trận động đất dưới đáy biển mà độ lớn sóng mặt Mw khác rõ rệt với độ lớn mô men bởi vì độ lớn sóng mặt được tính toán từ bề mặt sóng với chu kỳ khoảng 20 giây, trong khi đó, độ lớn mô men là sự đo đạc về tổng năng lượng được giải phóng ở tất cả các tần số. Các sự dịch chuyển có liên quan tới động đất sóng thần luôn lớn hơn những gì liên quan tới động đất bình thường có gây ra sóng thần với cùng độ lớn mô men, thường thì lớn gấp đôi. Vận tốc đứt gãy của động đất sóng thần thường khoảng 1,0 km mỗi giây, so với các trận siêu động đất thường 2,5–3,5 km mỗi giây. Vận tốc đứt gãy chậm này dẫn đến tính trực tiếp cao hơn, với khả năng gây sóng thần tiến vào sâu hơn. Động đất sóng thần chủ yếu xảy ra ở vùng hút chìm nơi có một nêm bồi tụ lớn hay là nơi trầm tích bị sụt xuống, vì chất liệu yếu như vậy dẫn đến vận tốc đứt gãy chậm hơn.

## Nguyên nhân
Phân tích về các động đất sóng thần ví dụ như động đất quần đảo Aleut 1946 cho thấy rằng việc giải phóng ra mô men địa chấn diễn ra trong một thời gian dài bất thường. Các tính toán cho thấy tác động của mô men có nguồn gốc từ sóng bề mặt tăng nhanh chóng khi tần số của sóng địa chấn giảm, trong khi đó động đất bình thường nó không đổi khi tần số thay đổi. Quãng thời gian mà đáy biển bị biến dạng có tác động nhỏ tới kích thước của sóng thần. Việc quan sát sự giải phóng năng lượng trong thời gian dài là nhất quán với vận tốc lan truyền đứt gãy chậm bất thường. Vận tốc đứt gãy chậm có liên quan đến việc sóng truyền của chất liệu yếu, như đá trầm tích. Hầu hết động đất sóng thần có liên quan đến đứt gãy trong phần cao nhất ở vùng hút chìm, nơi một nêm bồi tụ được phát triển ở mảng lên cao của siêu đứt gãy. Động đất sóng thần cũng có liên quan đến sự hiện diện của một lớp đá trầm tích mỏng sụt xuống dọc theo phần cao nhất của mặt tiếp giáp giữa các mảng, vì nó được cho là hiện diện tại khu vực ở phía trên của có địa hình đặc biệt cao ở phần trên cùng của lớp vỏ đại dương, và nơi mà sóng truyền theo hướng lên dốc, có thể chạm tới đáy biển.

## Nhận dạng sóng thần động đất
Phương pháp tiêu chuẩn để cảnh báo sớm sóng thần dựa vào dữ liệu mà sẽ thường không xác định được một trận động đất là động đất sóng thần hay động đất bình thường có thể tạo ra sóng thần và do đó không dự đoán được sức tàn phá của sóng thần.

## Ví dụ

### Sanriku 1896
Vào ngày 15 tháng 6 năm 1896 bờ biển Sanriku đã bị một cơn sóng thần tàn phá với một làn sóng có chiều cao tối đa 38,2 m, làm hơn 22.000 chết. Những cư dân của các thị trấn và làng ven biển đã hoàn toàn bất ngờ vì sóng thần có sau một trận động đất tương tối yếu. Độ lớn của cơn sóng thần đã được ước tính là Mt=8.2 trong khi trận động đất chỉ có độ lớn Ms=7.2. Sự khác biệt độ lớn này đòi hỏi nhiều hơn chỉ là một vận tốc đứt gãy chậm. Mô hình sự hình thành sóng thần tính đến cả hoạt động nâng gắn liền với sự biến đổi của lớp trầm tích mềm ở nêm bồi tụ gây ra bởi chuyển động ngang của mảng kiến tạo nằm đè lên giải thích sự khác biệt này, ước tính độ lớn trên thang độ lớn mômen Mw=8.0–8.1.

### Nicaragua 1992
Động đất Nicaragua 1992 là động đất sóng thần đầu tiên được ghi lại với một mạng lưới địa chấn băng thông rộng.

### Các trận động đất sóng thần khác
- Động đất Keichō Nankaidō 1605[7]
- Động đất quần đảo Aleut 1946[1]
- Động đất Peru 1960[2]
- Động đất quần đảo Kuril 1963[2]
- Động đất quần đảo Kuril 1975[2]
- Động đất Java 1994[2]
- Động đất Chimbote 1996[3]
- Động đất Pangandaran 2006[8]